# Corte de Apelações do Kentucky
A Corte de Apelações do Kentucky ou Tribunal de Apelações do Kentucky (em inglês:  Kentucky Court of Appeals) é a menor corte de Kentucky, sendo que o Supremo Tribunal de Kentucky é superior a corte. Até 1975, a Corte de Apelações era a única do Estado, sendo assim a de última estância.
O Tribunal tem 14 membros. Os membros do Tribunal são escolhidos em uma eleição, o Kentucky tem sete distritos, e cada um deles elege dois membros do Tribunal, para um mandato de até oito termos. Após a eleição, os membros do Tribunal escolhem um juiz-chefe que tem um mandato de quatro anos.
O Tribunal de Apelações tem sua sede em Frankfort, que é a capital do estado.